# Lista de transmissoras dos Jogos Olímpicos de Verão de 2024
Os Jogos Olímpicos de Verão de 2024 são transmitidos por uma série de emissoras ao redor do mundo. Como nos anos anteriores, a Olympic Broadcasting Services (OBS) vai produzir o feed mundial para as emissoras locais utilizarem em suas coberturas. Na maioria das regiões, os direitos de transmissão foram comercializados junto com os dos Jogos Olímpicos de Inverno de 2014, mas algumas empresas de radiodifusão obtiveram direitos de mais jogos, incluindo o Brasil através do Grupo Globo em um contrato vigente até 2032.
Essa também será a terceira e última edição em que vai ser vigorado o acordo entre o Comitê Olímpico Internacional e a Warner Bros. Discovery EMEA para a União Europeia, incluindo o país sede, estando autorizado a repassar os direitos de transmissão.
o Website do Comitê Olímpico internacional irá mostrar os jogos para algumas regiões do mundo, como o Brasil.
| País                            | TV aberta                              | TV por assinatura                    | Streaming                        | Ref.                 |
| ------------------------------- | -------------------------------------- | ------------------------------------ | -------------------------------- | -------------------- |
| África do Sul                   | SABC                                   | SuperSport e TV5Monde                | SuperSport e TV5Monde            | [ 5 ]                |
| África subsariana               |                                        | SuperSport e TV5Monde                | SuperSport e TV5Monde            | [ 5 ] [ 6 ]          |
| Albânia                         | RTSH                                   |                                      |                                  | [ 7 ]                |
| Alemanha                        | ARD e ZDF                              | Eurosport                            | Discovery+                       | [ 8 ] [ 2 ]          |
| América Latina                  |                                        | Claro Sports                         | Marca Claro                      | [ 9 ]                |
| Argentina                       | Televisión Pública                     | TyC Sports e Claro Sports            | Marca Claro                      | [ 10 ]               |
| Argélia                         | EPTV                                   | beIN Sports                          | beIN Sports                      | [ 11 ]               |
| Armênia                         | ARMTV                                  | Eurosport                            |                                  | [ 12 ] [ 2 ]         |
| Andorra                         | RTVA                                   | Eurosport                            | Max                              |                      |
| Ásia                            | Dentsu                                 | Dentsu                               | Dentsu                           | [ 13 ]               |
| Austrália                       | Nine Network                           | Nine Network                         | Stan                             | [ 14 ]               |
| Áustria                         | ORF                                    | Eurosport                            | Discovery+                       | [ 15 ] [ 2 ]         |
| Azerbaijão                      | ITV                                    | Eurosport                            |                                  | [ 16 ] [ 2 ]         |
| Bélgica                         | RTBF e VRT                             | Eurosport                            | HBO Max                          | [ 17 ] [ 18 ] [ 2 ]  |
| Bolívia                         | Bolivisión                             | Claro Sports                         | Marca Claro                      | [ 19 ]               |
| Bósnia e Herzegovina            | BHRT                                   | Eurosport                            | Max                              | [ 20 ]               |
| Brasil                          | TV Globo                               | SporTV                               | Globoplay, CazéTV e Olympics.com | [ 1 ] [ 21 ] [ 4 ]   |
| Bulgária                        | BNT                                    | Eurosport                            | Max                              | [ 22 ] [ 2 ]         |
| Cabo Verde                      | RTC                                    | SuperSport e TV5Monde                | SuperSport e TV5Monde            | [ 23 ]               |
| Camarões                        | CRTV                                   | SuperSport e TV5Monde                | SuperSport e TV5Monde            | [ 24 ]               |
| Canadá                          | CBC/Radio-Canada                       | TSN, Sportsnet e RDS                 | CBC Gem                          | [ 25 ] [ 26 ]        |
| Caribe                          |                                        | SportsMax                            | Digicel                          |                      |
| Catar                           |                                        | Alkass Sports Channels e BeIN Sports |                                  |                      |
| Chéquia                         | CT                                     | Eurosport                            | Max                              | [ 27 ]               |
| Chile                           | Chilevisión                            | Claro Sports                         | Marca Claro e Pluto TV           | [ 28 ]               |
| China                           | CCTV e CGTN                            |                                      | Migu, Douyin, Kwai e Tecent      | [ 29 ] [ 30 ] [ 31 ] |
| Chipre                          | CyBC                                   | Eurosport                            |                                  | [ 32 ]               |
| Colômbia                        | Caracol Televisión e Canal RCN         | Claro Sports                         | Marca Claro e Caracol Play       | [ 33 ] [ 34 ]        |
| Coreia do Norte                 | SBS TV                                 |                                      |                                  | [ 35 ]               |
| Coreia do Sul                   | SBS TV, KBS e MBC TV                   |                                      |                                  | [ 35 ] [ 36 ]        |
| Croácia                         | HRT                                    | Eurosport                            | Max                              | [ 37 ]               |
| Costa do Marfim                 | RTI                                    | SuperSport e TV5Monde                | SuperSport e TV5Monde            | [ 38 ]               |
| Costa Rica                      | Repretel                               | Claro Sports                         | Marca Claro                      | [ 39 ]               |
| Cuba                            | ICRT                                   |                                      | Teveo e Picta                    | [ 40 ]               |
| Dinamarca                       | DR e TV 2                              | Eurosport                            | Max                              | [ 41 ]               |
| El Salvador                     | Canal 12                               | Claro Sports                         | Marca Claro                      | [ 42 ]               |
| Equador                         | RTS e TVC                              | Claro Sports                         | Marca Claro                      | [ 43 ]               |
| Eslováquia                      | STVR                                   | Eurosport                            | Max                              | [ 44 ]               |
| Eslovênia                       | RTS                                    | Eurosport                            | Max                              | [ 45 ]               |
| Espanha                         | RTVE                                   | Eurosport                            | Max                              | [ 45 ]               |
| Estados Unidos                  | NBCUniversal                           | NBCUniversal                         | NBCUniversal                     | [ 46 ] [ 47 ]        |
| Estónia                         | Postimees Group                        | Eurosport                            | Max                              | [ 48 ]               |
| Filipinas                       | TV5                                    | Cignal TV, Smart e PLDT              | Cignal TV, Smart e PLDT          | [ 49 ]               |
| Finlândia                       | Yle                                    | Eurosport                            | Max                              | [ 50 ]               |
| França (país-sede)              | France Télévisions                     | Eurosport                            | Max                              | [ 51 ]               |
| Gana                            | Sporty TV                              | SuperSport                           |                                  | [ 52 ]               |
| Geórgia                         | GPB                                    | Eurosport                            |                                  | [ 53 ]               |
| Grécia                          | ERT                                    | Eurosport                            |                                  | [ 54 ]               |
| Guatemala                       | Chapín TV                              | Claro Sports                         | Marca Claro                      | [ 55 ]               |
| Hong Kong                       | RTHK, TVB, HOY TV e PCCW               | RTHK, TVB, HOY TV e PCCW             | RTHK, TVB, HOY TV e PCCW         | [ 56 ]               |
| Honduras                        | VTV                                    | Claro Sports                         | Marca Claro                      |                      |
| Hungria                         | MTVA                                   | Eurosport                            | Max                              | [ 57 ]               |
| Índia                           | Doordarshan                            | Doordarshan                          | Doordarshan                      | [ 58 ]               |
| Região Sub-Indiana              | Viacom18                               | Viacom18                             | Olympics.com                     | [ 59 ] [ 3 ]         |
| Irlanda                         | RTE                                    | Eurosport                            | Discovery+                       | [ 60 ]               |
| Islândia                        | RÚV                                    | Eurosport                            |                                  | [ 48 ]               |
| Israel                          |                                        | Sports Channel                       |                                  | [ 61 ]               |
| Itália                          | RAI                                    | Eurosport                            | Discovery+ e Rai Play            | [ 62 ]               |
| Japão                           | Japan Consortium                       | Japan Consortium                     | Tver                             | [ 63 ]               |
| Kosovo                          | RTK                                    | Eurosport                            |                                  | [ 12 ]               |
| Letônia                         | LTV                                    | Eurosport                            | Max                              | [ 64 ]               |
| Lituânia                        | TV3                                    | Eurosport                            | Max                              | [ 45 ]               |
| Macedônia do Norte              | MRTV                                   | Eurosport                            | Max                              |                      |
| Maldivas                        | ICE Network                            |                                      |                                  | [ 65 ]               |
| Malásia                         | Astro e RTM                            |                                      | Unifi TV                         | [ 66 ]               |
| Marrocos                        | SNRT                                   | BeIN Sports                          | BeIN Sports                      |                      |
| México                          | Canal 5, TV Azteca e Imagen Televisión | TUDN e Claro Sports                  | Vix, Marca Claro e Azteca Now    | [ 67 ] [ 68 ] [ 69 ] |
| Moçambique                      | TVM                                    | SuperSport e TV5Monde                | SuperSport e TV5Monde            | [ 70 ]               |
| Moldávia                        | TVR                                    | Eurosport                            | Max                              | [ 71 ]               |
| Mongólia                        | Central TV                             | Premier Sports Network               |                                  | [ 72 ]               |
| Montenegro                      | RTCG                                   | Eurosport                            | Max                              | [ 73 ]               |
| Nicarágua                       | Canal 10                               | Claro Sports                         | Marca Claro                      |                      |
| Nigéria                         | Sporty TV                              | SuperSport                           |                                  | [ 52 ]               |
| Noruega                         | NRK                                    | Eurosport                            | Max                              | [ 74 ]               |
| Nova Zelândia                   | Sky Television                         | Sky Television                       | Sky Television                   | [ 75 ]               |
| Oceania                         |                                        | Sky Television                       | Sky Television                   | [ 75 ]               |
| Oriente Médio e Norte de África |                                        | BeIN Sports                          | BeIN Sports                      | [ 76 ]               |
| Países Baixos                   | NOS                                    | Eurosport                            | HBO Max                          | [ 77 ]               |
| Panamá                          | TVN, TVMax e RPC                       | Claro Sports                         | Marca Claro                      | [ 78 ]               |
| Paquistão                       |                                        | ARY                                  | ARY ZAP                          |                      |
| Peru                            | ATV                                    | Claro Sports                         | Marca Claro                      | [ 79 ]               |
| Polónia                         | TVP                                    | Eurosport                            | Max                              | [ 80 ]               |
| Portugal                        | RTP                                    | Eurosport                            | Max e RTP Play                   | [ 81 ]               |
| Quênia                          | KBC                                    | SuperSport e TV5Monde                | SuperSport e TV5Monde            | [ 82 ]               |
| Quirguistão                     | KTRK                                   |                                      |                                  | [ 83 ]               |
| República Dominicana            | Antena 7 e Antena 21                   | Claro Sports                         | Marca Claro                      | [ 84 ]               |
| Roménia                         | TVR                                    | Eurosport                            | Max                              | [ 85 ]               |
| Reino Unido                     | BBC                                    | Eurosport                            | Discovery+ e BBC iPlayer         | [ 86 ]               |
| Senegal                         | RTS                                    | BeIN Sports                          | BeIN Sports                      | [ 87 ]               |
| Sérvia                          | RTS                                    | Eurosport                            | Max                              | [ 45 ]               |
| Suíça                           | SRG SSR                                | Eurosport                            |                                  | [ 88 ]               |
| Taipé Chinesa                   | ELTA TV, TBS e CTS                     |                                      | Chunghwa Telecom                 | [ 89 ] [ 90 ] [ 91 ] |
| Tajiquistão                     | Варзиш ТВ                              |                                      |                                  |                      |
| Trinidad e Tobago               | TTT                                    | SportsMax                            | Digicel                          | [ 92 ]               |
| Turquia                         | TRT                                    | Eurosport                            |                                  | [ 93 ]               |
| União Europeia                  | Eurosport                              | Eurosport                            | Eurosport                        | [ 2 ]                |
| Uruguai                         | Televisión Nacional Uruguay            | Claro Sports                         | Marca Claro                      | [ 94 ]               |
| Uzbequistão                     | MTRK                                   |                                      |                                  | [ 95 ]               |
| Zâmbia                          | ZNBC                                   | SuperSport e TV5Monde                | SuperSport e TV5Monde            | [ 96 ]               |